# Lorenzo Pincino
Lorenzo Pincinio (15. stoljeće, talijanski graditelj).
Lorenzo Pincinio, venecijanski graditelj. Pripadao skupini majstora (Francesco di Giacombo, Antonio di Pier Paolo Busato, Andrija Budčić i Grubiša Slafić) koji su obilježili prvu fazu izgradnje šibenske katedrale. 
1435. potpisuje ugovor s plemićem Dešom Jakovljevim o gradnji križnorebrastog svoda u katedrali nad kapelom sv. Marka i Nikole.
1447. prima na naukovanje u svoju radionicu Petra Berčića.